# Rivière Fortier (rivière au Panache)
Pour les articles homonymes, voir Fortier.
La rivière Fortier est un affluent de la rive Nord de la rivière au Panache coulant dans Eeyou Istchee Baie-James, en Jamésie, dans la région administrative du Nord-du-Québec, au Québec, au Canada.
Cette rivière traverse successivement les cantons d’Urban et de Carpiquet.
La foresterie constitue la principale activité économique du secteur ; les activités récréotouristiques, en second. La vallée de la rivière Fortier est desservie par la route forestière R1051 (sens Est-Ouest) laquelle passe du côté Nord.
La surface de la rivière Fortier est habituellement gelée du début novembre à la mi-mai, toutefois la circulation sécuritaire sur la glace se fait généralement de la mi-novembre à la mi-avril.

## Géographie
Les bassins versants voisins de la rivière Fortier sont :
- côté nord : lac Picket, rivière Pierrefonds, lac Lichen, rivière Opawica ;
- côté est : rivière Saint-Cyr, rivière de l’Aigle, rivière Hébert, lac Hébert (rivière Hébert), Petit lac Hébert ;
- côté sud : rivière au Panache, rivière Macho, lac aux Loutres, lac Masères ;
- côté ouest : rivière au Panache, rivière Wetetnagami.

La rivière Fortier prend naissance dans Eeyou Istchee Baie-James, à l'embouchure d’un lac non identifié (longueur : 1,5 km ; altitude : 418 m). L’embouchure de ce lac est située à 2,3 km au sud-ouest du sommet d’une montagne (altitude : 502 m) qui chevauche la limite des cantons de Picquet et d’Urban. Cette montagne comporte une forte pente du côté est, soit face au Lac Podeur. L’embouchure de ce lac de tête est située à :
- 15,5 km au nord-est de l’embouchure de la rivière Fortier ;
- 33,8 km au nord-est de l’embouchure de la rivière au Panache ;
- 34,7 km au sud-est de l’embouchure de la rivière Wetetnagami ;
- 22,5 km au Sud-Est de la rive Ouest du lac Hébert ;
- 3,3 km au nord-est du lac Maseres ;
- 64,9 km au sud-est de la confluence de la rivière Opawica et de la rivière Chibougamau ;
- 98,3 km au nord-est du centre du village de Lebel-sur-Quévillon ;
- 144,1 km au nord-est du centre-ville de Senneterre (ville).

À partir de l'embouchure du lac de tête, la rivière Fortier coule sur 17,3 km selon les segments suivants :
- 2,9 km vers le sud dans le canton d’Urban, jusqu’à la décharge (venant de l’est) d’un petit lac non identifié ;
- 6,1 km vers l’ouest en traversant le premier lac Fortier (longueur : 1,7 km ; altitude : 389 m) sur sa pleine longueur ; puis le 2e lac Fortier (longueur : 1,5 km ; altitude : 389 m), jusqu’à l’embouchure du dernier ;
- 4,8 km vers le sud-ouest en zone de marais jusqu’à la limite du canton de Carpiquet ;
- 3,5 km vers le sud-ouest dans le canton de Carpiquet, jusqu’à son embouchure[2].

La rivière Fortier se déverse sur la rive Nord de la rivière au Panache. Cette dernière coule jusqu’à la rive Est de la rivière Wetetnagami laquelle coule généralement vers le Nord pour se déverser dans le lac Nicobi. Ce dernier constitue le lac de tête de la rivière Nicobi. Cette dernière s’écoule vers le Nord pour se décharge sur la rive Sud-Est de la rivière Opawica. Cette dernière remonte à son tour vers le Nord jusqu’à sa confluence avec la rivière Chibougamau ; cette confluence constituant la source de la rivière Waswanipi. Le cours de cette dernière coule vers l’Ouest et traverse successivement la partie Nord du lac Waswanipi, le lac au Goéland et le lac Olga (rivière Waswanipi), avant de se déverser dans le lac Matagami lequel se déverse à son tour dans la rivière Nottaway, un affluent de la Baie de Rupert (Baie James).
La confluence de la rivière Fortier avec la rivière Wetetnagami est située à :
- 20,8 km à l’est de l’embouchure de la rivière au Panache ;
- 27,9 km au sud-est de l’embouchure de la rivière Wetetnagami ;
- 41,6 km au sud-est de l’embouchure de la rivière Nicobi ;
- 67,4 km au sud-est de l’embouchure de la rivière Opawica (confluence avec la rivière Chibougamau) ;
- 157,4 km au nord-ouest du centre du village de Parent (Québec) ;
- 83,2 km au nord-est du centre du village de Lebel-sur-Quévillon ;
- 71,78 km au nord-ouest d’une baie de la rive Ouest du Réservoir Gouin.

## Toponymie
À différentes époques de l’histoire, ce territoire a été occupé par les Attikameks, les Algonquins et les Cris. Le terme « Fortier » constitue un patronyme de famille d'origine française.
Le toponyme « rivière Fortier » a été officialisé le 5 décembre 1968 à la Commission de toponymie du Québec, soit lors de sa création.